# Выставка, которая не считается, потому что всё очень плохо
Выставка, которая не считается, потому что все очень плохо — первая московская художественная выставка ростовского товарищества «Искусство или смерть». Проведена с 27 мая по 17 июня 1989 года.

## Выставка
Выставка была проведена в фойе гостиницы «Юность» бывшего ЦК ВЛКСМ с 27 мая по 17 июня 1989 года. Организатором выступил Авдей Тер-Оганьян при поддержке «Гуманитарного фонда» в лице Леонида Жукова и А. Соболева. Название «Выставка, которая не считается, потому что все очень плохо» появилось уже после проведения выставки, подчёркивая отношение участников проекта к ошибкам организаторов.
На этой выставке произошло знакомство Авдея Тер-Оганьяна и всей ростовской братии[уточнить] с Анатолием Осмоловским, учинившем на открытии выставки выступление «Публичного дома поэта».

## Участники выставки
- Константинов, Николай Александрович (1961—2006)[4]
- Кошляков, Валерий Николаевич[4]
- Немиров, Мирослав Маратович (1961—2016)[4]
- Палайчев, Юрий Андреевич[4]
- Тимофеев, Сергей Анатольевич (1959—1993)[4]
- Тер-Оганьян, Авдей Степанович[4]

## Цитаты
- «В качестве нашего пред-первого серьезного выступления оказалась идея открыть „публичный дом поэта“. В гостинице „Юность“ мы организовали публичное выступление этого дома, куда помимо нас были приглашены клуб „Поэзия“, поэты из группы „Вертеп“. Там мы познакомились с художником Авдеем Тер-Оганьяном. Он и его ростовские друзья в фойе гостиницы сделали большую выставку своих работ и организовали перформанс на сцене: туда вытаскивался человек в раме, привязанный к ней за руки, и человека продавали в таком виде на аукционе любым желающим из зала. Это очень сильно в негативном смысле возбудило зал: аудитория стала выкрикивать: „Это не искусство! Что вы нам подсовываете?! Как это так, человека продавать?“ Дальше эта негативная интонация стала развиваться — вышел поэт Шапкин из группы „Вертеп“, который писал футуристические тексты с матерными словами, и он читал их с таким остервенением, что это еще больше наэлектризовало аудиторию. Клуб „Поэзия“ со своими манерами в этой ситуации отказался вообще выступать, и положение пришлось спасать нам — мне и Пименову. Мы спасли положение, потому что начали читать стихи типа „Лес“ и „Раз, два, три“. Однако в целом эта затея кончилась провалом: идея объединения всех литературных сил на этой сцене накрылась медным тазом»[3] — Анатолий Осмоловский, 2014.